# Holcopasites arizonicus
Holcopasites arizonicus är en biart som först beskrevs av Linsley 1942.  Holcopasites arizonicus ingår i släktet Holcopasites och familjen långtungebin. Inga underarter finns listade i Catalogue of Life.